# Isicathamiya

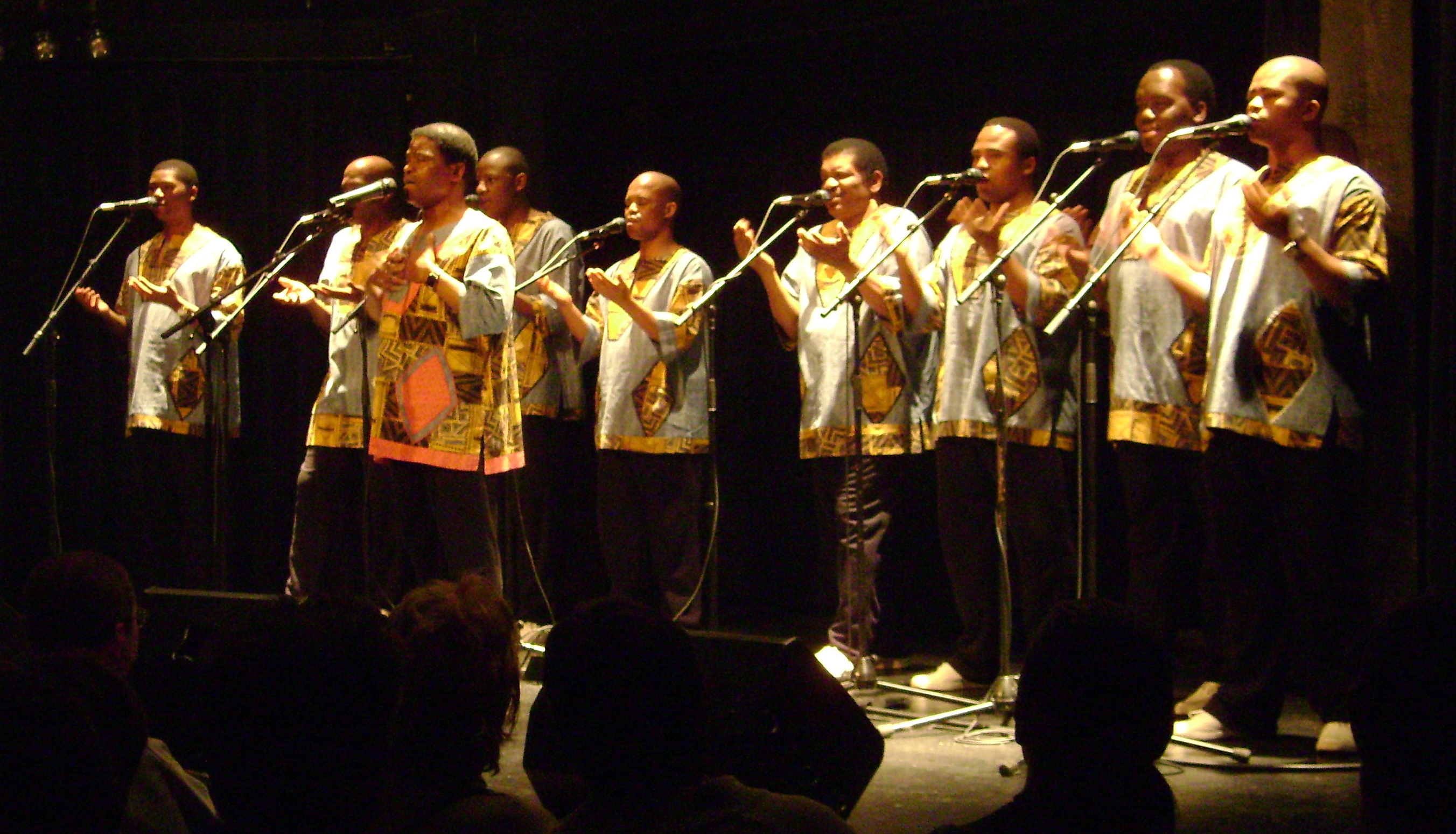
Ladysmith Black Mambazo na występach w Austrii

Isicathamiya – styl wokalny wywodzący się z tradycji muzycznych Zulusów. Nazwa pochodzi od czasownika -cathama w języku zulu (z „c” wymawianym jako mlask zębowy), w znaczeniu „stąpać delikatnie”, dla odróżnienia od podobnego, ale bardziej dynamicznego rodzaju śpiewu określanego mianem mbube. Sama nazwa nawiązuje do związanego z tą muzyką tańca, wykonywanego w dużej części na palcach stóp.

## Charakterystyka
Isicathamiya jest odmianą śpiewu a cappella, główny nacisk położony jest na osiągnięciu harmonijnego połączenia wielu głosów. 
Uznanie na świecie dla tej odmiany muzyki przyniosła przede wszystkim płyta Graceland Paula Simona z utworem „Diamonds on the Soles of her Shoes”, gdzie Simonowi towarzyszy zespół Ladysmith Black Mambazo. Grupa ta zdobyła następnie dużą popularność utworami „Homeless”, „Hello My Baby”, a zwłaszcza piosenką „Mbube”, którą skomponował w 1939 roku zuluski robotnik Solomon Linda.